# Récourt (adellijk huis)
Het huis Récourt is een Franse adellijke familie, afkomstig uit het graafschap Artesië. De familie ontleent haar naam aan de heerlijkheid Récourt, niet ver van Atrecht. Verschillende takken van het huis Récourt bekleedden belangrijke posities, zoals de kasteleins van Lens (Frankrijk), de heren van Récourt en Kamerijk, de baronnen van Licques, de graven van Rupelmonde, de heren van Le Comté en de heren van La Sart. Door de eeuwen heen groeide het huis uit tot een van de meest prominente families in Vlaanderen, Artesië en Picardië. Ter illustratie volgt hieronder een beknopte genealogie van de tak die de titels "baron van Wissekerke" en "graaf van Rupelmonde" wist te verkrijgen.

## Baronnen van Wissekerke en graven van Rupelmonde (1630–1710)
FILIPS van Récourt dit van Licques (1561–1635) – baron van Wissekerke, ridder, heer van Odingten en La Verre, grootbaljuw van het Land van Waas

⚭ Margaretha van Steelant, vrouwe van Wissekerke (dochter van Servaas van Steelant, heer van Wissekerke)
– SERVAAS van Récourt dit van Licques (1604–1639) – baron van Wissekerke, heer van Odingten en Beaufort, grootbaljuw van het Land van Waas
   ⚭ Margaretha van Robles (dochter van Jan van Robles, graaf van Annapes enz.)
– FILIPS van Récourt dit van Licques (° 1635) – baron van Wissekerke, heer van Rupelmonde
   ⚭ Maria Magdalena de Smidt dite van Beerlandt – vrouwe van Baarland en Dirksland
– FILIPS van Récourt dit van Licques († 1682) – graaf van Rupelmonde, baron van Wissekerke, heer van Baarland en Dirksland
   ⚭ Maria Anna Eusebia van Truchses (dochter van Maximiliaan Willibald Truchses, graaf van Waldburg-Wolfegg-Waldsee)
– MAXIMILIAAN Filips Jozef Eugeen van Récourt-Lens-Boulogne-Licques († 1710) – graaf van Rupelmonde, baron van Wissekerke, heer van Baarland en Dirksland
   ⚭ Maria Margaretha Isabella van Alègre (dochter van Ivo, markies van Allègre)
– IVO Maria Jozef van Récourt-Lens-Boulogne-Licques (d. 1745) – graaf van Rupelmonde, baron van Wissekerke
   ⚭ Maria Christina Christiana van Grammont (dochter van Lodewijk, hertog van Gramont)
– LODEWIJK van Récourt-Lens-Boulogne-Licques (1740–1744)
– EUGEEN van Récourt dit van Licques († 1666), hoogschepen van het Land van Waas
– AURELIA van Récourt dit van Licques
   ⚭ Willem van de Kethulle, heer van Haverie (in Ertvelde en Kluizen)
   ⚭ Alexander Colins, heer van Ahérée
– Twee dochters, allebei geestelijken in de Abdij van Hocht (in Lanaken)
– FILIPS van Récourt dit van Licques, heer van La Verre
– NICOLAAS van Récourt dit van Licques, heer van La Verre, kapitein van het kasteel van Rupelmonde
   ⚭ Jacoba Suzanna van Récourt dite van Licques
– MARIA Philippote van Licques
– CLARA Theresia van Licques
– MARGARETHA van Récourt dite van Licques, geestelijke in de Priorij van Sint-Margaretha (in Gent)
– ISABELLA van Récourt dite van Licques, geestelijke in de Priorij van Sint-Margaretha (in Gent)